# Cantó de Cluny
El cantó de Cluny és un cantó francès del departament de Saona i Loira, situat al districte de Mâcon. Té 24 municipis i el cap és Cluny.

## Municipis
- Bergesserin
- Berzé-le-Châtel
- Blanot
- Bray
- Buffières
- Château
- Chérizet
- Cluny
- Cortambert
- Curtil-sous-Buffières
- Donzy-le-National
- Donzy-le-Pertuis
- Flagy
- Jalogny
- Lournand
- Massilly
- Massy
- Mazille
- Saint-André-le-Désert
- Sainte-Cécile
- Saint-Vincent-des-Prés
- Salornay-sur-Guye
- La Vineuse
- Vitry-lès-Cluny

## Història
| Data d'elecció                           | Identitat         | Partit                         | Qualitat |
| ---------------------------------------- | ----------------- | ------------------------------ | -------- |
| 1945-1949                                | Claude Dauxois    | PCF                            |          |
| 1949-1955                                | Marcel Gobet      | RPF, després divers droite     |          |
| 1955-1992                                | Charles Pleindoux | radical, després Divers droite |          |
| 1992-2004                                | Robert Rolland    | UDF, després UMP               |          |
| 2004-                                    | Jean-Luc Fonteray | PS                             |          |
| les dades anteriors no són pas conegudes |                   |                                |          |
|                                          |                   |                                |          |

## Demografia
| A partir de 1990: Població sense dobles comptes |